# Michael Costa

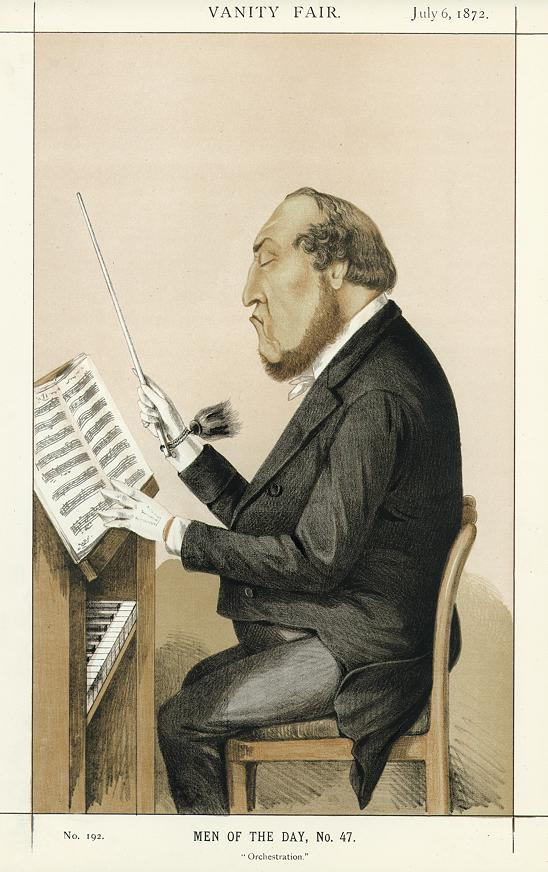
Costa en una caricatura a la revista Vanity Fair l'any 1872

Michael Costa (Nàpols, 14 de febrer de 1810 - Brighton, 29 d'abril de 1884) fou un compositor i director d'orquestra italià d'origen català.
Des d'infant fou alumne de la Reial Escola de Música de Nàpols, en la tingué per a mestres Furno, Tritto i Zingarelli: als setze anys escriví la seva primera òpera Il Delitto punito, i als disset Il Sospetto funesto, una missa i un oratori. De 1828 a 1829 compongué Il Carcere d'Ildegonda i Malvina pels teatres Nuovo i San Carlo, i aquell mateix any passà a Anglaterra per dirigir, per encàrrec de l'autor, la Cantata Sacra, de Zingarelli, que devia estrenar-se a Birmingham. Degut a una mala intel·ligència, Costa va haver de deixar la batuta per a interpretar la part de tenor, fent-ho admirablement. L'acollida que se li dispensà l'induí a romandre a Anglaterra, i havent-se naturalitzat se li concediren executòries de noblesa el 1869. Dirigí l'òpera en el teatre Reial des de 1832 fins al 1846, en què passà al Covent Garden. A més, fou, director de la Societat Filharmònica des de 1846 fins a 1854, de l'Harmonia Sacra des de 1848, i dels Festivals de Birmingham (1849). Bradford (1853) i de Leeds (1878-80), entre d'altres.
El 1855 escrigué l'oratori Eli, i el 1864 Nauman, ambdues per Birmingham. A més de les citades, compongué les operes Malek Adhel (1838) i Don Carlos (1844), i nombrosos balls d'espectacle, entre ells Kenilworth i Un'ora a Napoli, obres a les que s'ha d'afegir el famós quartet Ecco quel fiero istante, que cantaren per primer cop davant la cort la Giuditta Pasta i la Malibran, junt amb Rubini i Tamburini, que va obtenir un èxit d'una ressonaria extraordinària. Va obtenir el nomenament de professor de cant de la família reial i arranjà l'himne nacional anglès. Va tenir d'alumna, entre d'altres, la malaurada Emma Albertazzi (1814-1847).